# 운수대통 일보직전
운수대통 일보직전은 한국에서 제작된 설봉 감독의 1970년 영화이다. 김희갑 등이 주연으로 출연하였고 이민덕 등이 제작에 참여하였다.

## 출연

### 주연
- 김희갑
- 구봉서
- 서영춘
- 송해

## 제작진
- 조명: 이영수
- 미술: 김성배